# Manuel Benthin
Manuel Benthin (* 3. März 1979 in Parchim) ist ein ehemaliger deutscher Fußballspieler.

## Werdegang
Benthin spielte zunächst im Nachwuchs des Berliner Vereins Marzahner SV, dann im Jugendbereich von Hertha BSC, Tennis Borussia Berlin und den Reinickendorfer Füchsen. 1997 wechselte der 1,80 Meter große Abwehrspieler in die Amateurmannschaft des Hamburger SV, gehörte dieser bis 1999 an.
Er ging nach Berlin zurück, bestritt in der Saison 1999/2000 vier Spiele für Tennis Borussia in der 2. Fußball-Bundesliga. Beim 1. FC Union Berlin (2000/01, zwei Zweitligaeinsätze) und bei Alemannia Aachen (2001/02, elf Zweitligaeinsätze) wirkte Benthin ebenfalls an einigen Begegnungen der 2. Bundesliga mit. Im Januar 2003 wechselte er aus Aachen zum Regionalligisten Erzgebirge Aue. Seine späteren Vereine waren die Oberligisten Babelsberg 03 (2003 bis 2005) und BFC Dynamo (2005 bis 2008), in der Landesklasse GW Ahrensfelde (2008/09), Landesligist Weißenseer FC (2009 bis 2011) und Einheit Bernau (2011 bis 2014).

### Nationalmannschaft
Benthin war deutscher Jugendnationalspieler. 1995 nahm er an der Weltmeisterschaft der Altersklasse U17 teil, wurde 1998 mit Deutschland Zweiter der U18-Europameisterschaft und kam auch in der deutschen U21-Nationalmannschaft zum Einsatz.